# AN-M8
Димова граната AN-M8 — американська димова граната з білим димом, що використовується для постановки димової завіси, подачі сигналів, позначення цілі або зони десантування тощо. Існує аналогічна за конструкцією граната M18 з кольоровим димом.
Використовується у збройних силах США та країн НАТО з 1940-х років.

## Конструкція
Граната оснащена детонатором M201A1 з чекою, сповільнювач запалу горить 1,2–2,0 секунди, після чого починається димоутворення, що триває 105–150 секунд.

### Небезпека
M18 та AN-M8 можуть спричинити пожежу, якщо застосовуються в сухому місці. Сам корпус залишається гарячим протягом деякого часу.
Дим гранат є небезпечним при тривалому вдиханні. В закритих приміщеннях може викликати задуху. AN-M8 є значно токсичнішою за M18: її дим подразнює очі, горло та легені. В закритих приміщеннях не можна використовувати гранату без захисної маски.